# 奧布霍沃站
奧布霍沃站（羅馬化：Obukhovo）是聖彼得堡地鐵的一個車站。奧布霍沃站開通於1981年7月10日，是聖彼得堡地鐵3號線的一個車站。該站以革命為裝飾主題。